# Jenny Douwes
Jenny Douwes (Harkema, 1 augustus 1978) is een Nederlandse onderneemster. Zij was een van de prominente gezichten in het Zwartepietendebat. Zij was de initiatiefneemster achter de snelwegblokkade in november 2017 waardoor tegenstanders van Zwarte Piet werden verhinderd om bij de landelijke intocht van Sinterklaas in Dokkum te demonstreren.

## Levensloop
Douwes leerde hoger laboratoriumonderwijs aan de Hanzehogeschool Groningen. Na het behalen van haar diploma in 2001 vond zij werk als researchanalist bij het Universitair Medisch Centrum Groningen. Sinds 2007 werkt zij in het familiebedrijf Douwes Materieel, waar zij mede-eigenaar van is.
In aanloop naar de landelijke Sinterklaasintocht in Dokkum op 18 november 2017 plaatste Douwes een oproep op Facebook. Daarin riep zij medestanders op om te verhinderen dat demonstranten tegen Zwarte Piet de Friese plaats zouden bereiken. Op aandrang van de politie haalde Douwes de oproep offline, maar deze bereikte wel haar doel. Medestanders van Douwes stopte de bussen af op A7 in de buurt van Oudehaske, waardoor zij niet verder konden rijden. Loco-burgemeester Albert van der Ploeg blies de demonstratie vervolgens helemaal af. In november verscheen Douwes samen met 33 medestanders, in de media vaak aangeduid als blokkeerfriezen, voor de rechtbank. Zij werden allen veroordeeld. Douwes kreeg de hoogste straf: 240 uren taakstraf en een voorwaardelijke celstraf van een maand wegens opruiing. In hoger beroep werd de straf bijgesteld naar een taakstraf van 90 uur.
Tijdens het proces bleek dat Jenny de Friese taal wilde bezigen, maar daar ging de rechtbank niet in mee. Ook kreeg zij geen tolk tot haar beschikking terwijl zij daar wel recht op had. Naderhand bleek dat er te weinig tolken Fries - Nederlands beschikbaar waren.
Door de blokkeeractie in Friesland groeide Douwes uit tot een van de gezichten van het pro-Pietenkamp. Zij voerde regelmatig in de media het woord. In oktober 2018 kwam het tot een relletje omdat Douwes bij het tv-programma RTL Late Night weigerde om met Kick Out Zwarte Piet-oprichter Jerry Afriyie om tafel te zitten. Afriyie ging vervolgens in het publiek zitten, maar eiste in de pauze zijn plek aan tafel op. Volgens de redactie van het programma weigerde Douwes op het laatste moment om met Afriyie om tafel te gaan zitten, volgens Douwes' advocaat Wim Anker waren er nooit afspraken gemaakt om samen aan tafel te zitten.